# Deuxiéme Mémoire sur les Résédacées
Deuxiéme Mémoire sur les Résédacées (abreviado Deux. Mém. Réséd) es un libro con ilustraciones y descripciones botánicas que fue escrito por el botánico y explorador francés Augustin Saint-Hilaire y publicado en Montpellier en el año 1837.